# Décès en 1180
Décès
- 1176
- 1177
- 1178
- 1179
- 1180
- 1181
- 1182
- 1183
- 1184

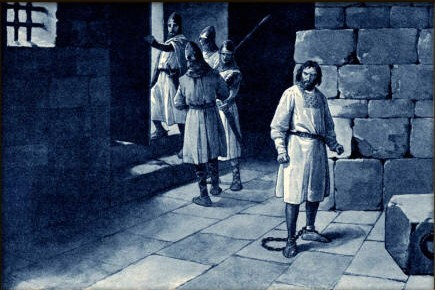
Sobeslav II de Bohême, mort en 1180.

Cette page dresse une liste de personnalités mortes au cours de l'année 1180 :
- 9 janvier : Sobeslav II de Bohême, surnommé le Prince des Paysans, duc de Bohême.
- 30 mars[1] : Al-Mustadhi, 33e calife abbasside  de Bagdad.
- 14 juin : Roman Ier de Kiev, prince du Rus' de Kiev de la dynastie des Riourikides.
- juillet : Mochihito, prince impérial japonais de l'ère Heian.
- 11 juillet : Benerede, cardinal français.
- 18 juillet : Henri Raspe III,  membre de la maison des Landgraves de Thuringe qui fut comte de Gudensberg en Hesse historique.
- 11 août : Guillaume de Sens, maître-d'œuvre français.
- 24 septembre : Manuel Ier Comnène, empereur byzantin.
- 6 octobre : Amaury de Nesle, prieur du Saint-Sépulcre, puis patriarche latin de Jérusalem.
- novembre : Casimir Ier de Poméranie, duc de Demmin.

- Gauthier II Berthout, seigneur du pays de Malines et du pays d'Arckel, avoué de la ville de Malines pour l'église de Liège.
- Guiscard de Roucy, comte de Roucy.
- Abraham ibn Dawd Halevi, rabbin, médecin, historien et philosophe andalou.
- Iaroslav II de Kiev, prince du Rus' de Kiev de la dynastie des Riourikides.
- Ibn Yahyā al-Maghribī al-Samaw'al, mathématicien et médecin de langue arabe.
- Minamoto no Yorimasa, samouraï du clan Minamoto, et le chef des armées du clan au début de la guerre de Gempei.
- Laurent O’Toole, archevêque de Dublin.
- Ōba Kagechika, samouraï de la province de Sagami.
- Pierre de Saint-Chrysogone, Cardinal-prêtre de S. Crisogono, légat du pape.
- Saif ad-Din Ghazi II, émir zengide de Mossoul.
- Jean de Salisbury, philosophe et historien anglais.
- Zhu Shuzhen, poétesse chinoise de l'époque de la dynastie Song.

date incertaine (vers 1180)
- Hugues IV de Châteaudun, vicomte de Châteaudun, est un seigneur français.

## Crédit d'auteurs
- Cet article est partiellement ou en totalité issu de l'article intitulé « 1180 » (voir la liste des auteurs).